# Needham Roberts
Needham Roberts (28 de abril de 1901 - 18 de abril de 1949) fue un soldado estadounidense del 369.º Regimiento de Infantería que recibió el Corazón Púrpura y la Cruz de Guerra por su valor durante la Primera Guerra Mundial, siendo el primer afroamericano junto a Henry Johnson en recibir dichas condecoraciones.

## Primeros años
Roberts nació en Trenton, Nueva Jersey, el 28 de abril de 1901. Era hijo de Emma Roberts y del reverendo Norman Roberts, quien se había trasladado a Nueva Jersey desde Carolina del Norte en 1890. A veces escribía su nombre de pila como «Neadom», que es como aparece en su lápida. Roberts creció en la calle Wilson de Trenton, se graduó en la escuela primaria Lincoln y asistió a la escuela secundaria, pero la abandonó antes de graduarse para poder empezar a trabajar, primero como botones de hotel y más tarde como dependiente en una farmacia. En 1017, cuando Estados Unidos al bando aliado durante la Primera Guerra Mundial, un Roberts de todavía dieciséis años de edad mintió para poder alistarse en el ejército. Fue asignado al 369.º Regimiento de Infantería, una unidad de la 92.ª División.

## Primera Guerra Mundial
Mientras estaban de guardia en el bosque de Argonne el 14 de mayo de 1918, Roberts y el soldado William Henry Johnson se enfrentaron a una patrulla alemana de 24 hombres, aunque ambos resultaron gravemente heridos. Ambos fueron condecorados con la Croix de Guerre francesa en reconocimiento a su heroísmo, siendo los primeros soldados americanos en recibir dicho honor. También recibieron el Corazón Púrpura en 1932; en el caso de Johnson, fue una condecoración póstuma. En 2002, Johnson fue condecorado póstumamente con la Cruz de Servicios Distinguidos; en 2015, la condecoración de Johnson fue elevada a la Medalla de Honor, máxima distinción militar de los Estados Unidos.

## Posguerra
Roberts quedó discapacitado a causa de sus heridas y no pudo mantener un empleo estable. Ocasionalmente dio conferencias remuneradas sobre sus experiencias en la guerra y a principios de la década de 1940 pronunció discursos radiofónicos y de otro tipo como parte de los esfuerzos del ejército por reclutar afroamericanos para la Segunda Guerra Mundial.

## Muerte y entierro
Roberts murió en Newark, Nueva Jersey, el 18 de abril de 1949, y fue enterrado en el cementerio Fairmount de dicha ciudad. Según las crónicas, Roberts y su esposa Iola decidieron realizar un pacto suicida y conjuntamente se ahorcaron en el sótano de su casa. Las crónicas de los periódicos también indicaban que podían haber estado motivados por el hecho de que él había sido acusado de abusar sexualmente de un niño el día anterior. De hecho, Roberts había sido detenido anteriormente por una acusación similar; fue absuelto, pero su primera esposa se divorció de él. Roberts también había sido detenido en la década de 1920 por llevar el uniforme del Ejército tras la desmovilización de posguerra, algo que también le había ocurrido a Johnson. Como resultado de estos antecedentes, algunos autores e historiadores creen probable que las detenciones y acusaciones penales estuvieran motivadas por el racismo y no por una mala conducta real.